# 南下幅念仏剣舞
南下幅念仏剣舞（みなみしたはばねんぶつけんばい）は、岩手県奥州市胆沢南都田に伝わる伝統芸能である。

## 概要
南下幅念仏剣舞は阿修羅踊系の念仏剣舞である。古くは谷地剣舞といい、寛政3年（西暦1791年）に伝授されて以来、現在まで絶えることなく昔の原形を踊り引き継がれ伝承されている。奥州市指定無形民俗文化財。

## 編成
- 庭元（座元）、囃子方「太鼓（1人）、笛（2～4人）、手平鉦（てびらがね）（1～2人）」、踊り手（8人編成を基本）。これにカッカタ（道化面）、晴衣の少年（または少女）の胴取りが付属するのが本来の姿とされている。
- 念仏は太鼓・手平鉦が唱える。

## 鬼の面
- 面の色は五色。鬼ではなく仏なので面には角はない。
- 色は陰陽五行説による四季、方位を表すと共に五大明王を表している。

- 青面：東、春、降三世明王、赤面：夏、南、軍茶利明王、白面：西、秋、大威徳明王、黒面：北、冬、金剛夜叉明王、黄面：中央、土用、不動明王
- 踊り手の中心は青の蛇面（リーダー）。

## 装束
黒の身ごろに赤の平口袖（ひらくちそで）をつけ、胸当（むねあて）を着て赤たすきをする。
立縞のタッツケ袴をはき後腰に大口を吊るし、腰に刀を剣舞差し（刃を下向き）にする。
手に手甲、白足袋にわらじを履き、頭に毛采（けざい）をのせる。
右手に扇子、左手中指に棒状の「赤い金剛杵（こんごうしょ）」をはさみ持つ。

## 伝承演目
1. 念仏回向
2. 胴取り
3. 一番庭（「扇の舞」とも呼ぶ）
4. 二番庭（「豊年の舞」とも呼ぶ）
5. 三番庭（「悪魔退散の舞」とも呼ぶ）
6. 刀剣舞（「宝剣の舞」とも呼ぶ）
7. 八人怒物（はちにんいかもの）
8. 三人怒物
9. 一人怒物・とっときもの（最も激しい踊り）
10. 一人怒物・三方七巡り（さんぽうななめぐり）（最も長い踊り）
11. 一人怒物・くせくせ
12. 一人怒物・八人崩し
13. 一人怒物・唱則（しょうそく）
14. 二人狂い
15. 三人狂い
16. もぎりとり
17. 膳舞
18. カッカタ

## 囃し
1. 寄せ太鼓
2. 神社奉納の道太鼓
3. 寺院奉納の道太鼓
4. 道太鼓
5. 終舞納めの太鼓